# Ария Лупула
Вижте пояснителната страница за други личности с името Ария.
Ария Лупула (на латински: Arria Lupula) е знатна римлянка, полусестра на римския император Антонин Пий.
Произлиза от фамилията Арии от Нарбонска Галия. По майчина линия е внучка на поета Гней Арий Антонин (суфектконсул 69 и 97 г.) и Бойония Процила. Дъщеря е от втория брак на Ария Фадила с Публий Юлий Луп (суфектконсул 98 г.). Сестра е на Юлия Фадила.
Майка ѝ е била омъжена до 89 г. за Тит Аврелий Фулв (консул 89 г.) и има с него син Тит Аврелий Фулв Бойоний Арий Антонин, бъдещият император Антонин Пий (римски император от 138 до 161 г.).